# Lenauheim, Timiș

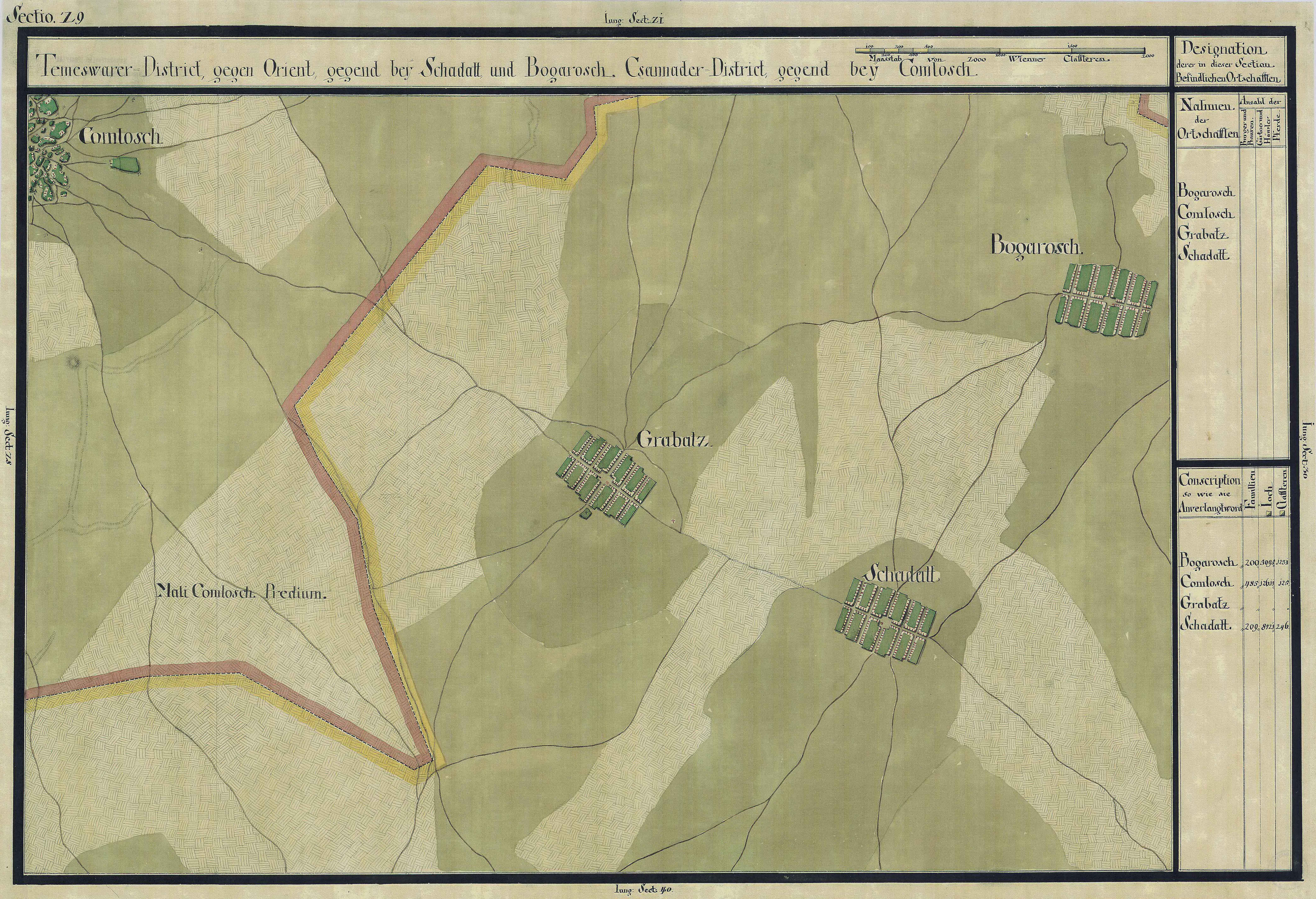
Lenauheim în Harta Iosefină a Banatului, 1769-72

Lenauheim este satul de reședință al comunei cu același nume din județul Timiș, Banat, România.
Localitatea este atestată documentar din 1482 sub numele Csatád, probabil după cel al familiei Ciata.
În 1926 localitatea a primit actualul nume, în memoria poetului Nikolaus Lenau (1802-1850), originar de aici.